# Paul Sande
Paul Sande, född 1904, var en norsk motorcykelförare. 
Sande, som var innehavare av en bilverkstad i Oslo, var åren omkring 1930 Norges framgångsrikaste jordbaneförare. Han började tävla på Harley-Davidson 1925, vann nordiska mästerskapet på jordbana 1929 och tillhörde vidare det segrande nationslaget 1929 och 1933 och i backe 1930. Han vann även Farrisloppet (i Danmark) 1929. Sande, som slutade tävla 1934, tävlade ofta i Sverige och var även en framstående isbaneförare.